# Kanton Saint-Vallier
Kanton Saint-Vallier (fr. Canton de Saint-Vallier) je francouzský kanton v departementu Drôme v regionu Rhône-Alpes. Skládá se z 18 obcí.

## Obce kantonu
- Albon
- Andancette
- Anneyron
- Beausemblant
- Châteauneuf-de-Galaure
- Claveyson
- Fay-le-Clos
- Laveyron
- La Motte-de-Galaure
- Mureils
- Ponsas
- Ratières
- Saint-Avit
- Saint-Barthélemy-de-Vals
- Saint-Martin-d'Août
- Saint-Rambert-d'Albon
- Saint-Uze
- Saint-Vallier